# Lola gegen den Rest der Welt
Lola gegen den Rest der Welt ist ein US-amerikanischer Spielfilm von Daryl Wein aus dem Jahr 2012 mit Greta Gerwig in der Hauptrolle.

## Handlung
Die 29-jährige Lola schreibt gerade ihre Dissertation in französischer Literatur und plant die Hochzeit mit ihrem Freund Luke. Als Luke sie kurz vor der Hochzeit sitzen lässt, bricht für Lola die Welt zusammen. Ihre beste Freundin Alice und ihr guter Freund Henry stehen ihr jedoch bei. Luke versucht, Kontakt zu Lola aufzunehmen, sie ruft ihn jedoch nicht zurück. Er trifft sie schließlich vor ihrer Hochschule und erzählt ihr, dass er verwirrt ist. Lola weist ihn jedoch zurück. Einige Zeit später meldet sich Lola bei Luke und trifft sich mit ihm, um zu reden. Die beiden schlafen noch einmal miteinander, Lola sagt ihm jedoch anschließend, dass es zwischen ihnen aus ist.
Damit sie nachts nicht so allein ist, bittet Lola Henry, bei ihr zu übernachten. In der Nacht kommen sich die beiden näher und küssen sich. Henry sagt ihr, dass er schon länger Gefühle für sie hat und es in dieser Situation langsam angehen möchte. Henry und Lola verbringen in den nächsten Tagen viel Zeit miteinander.
In einem Club treffen sich Lola und Luke zufällig wieder. Dabei erfährt Lola, dass sich Luke inzwischen mit Peggy trifft. Wütend darüber erzählt Lola, dass sie mit Henry zusammen ist. Immer noch wütend über die Situation verlässt Lola mit Alice den Club und kreuzt später mitten in der Nacht betrunken bei Henry auf. Lola schläft bei Herny und die beiden beschließen erneut, es ruhig angehen zu lassen.
In einem Geschäft wird Lola von Nick angesprochen. Da Lola immer noch verwirrt über ihre Gefühle zu Henry ist, geht sie auf die Einladung zum Essen ein und Lola und Nick verbringen die Nacht miteinander. Als Lola am Morgen danach wieder nach Hause kommt, wartet Henry vor ihrer Tür und ist über ihr Abenteuer alles andere als erfreut.
Lola gibt im Haus ihrer Eltern eine Party, zu der sie auch Luke und Henry einlädt. Lola und Luke verstehen sich langsam wieder und beginnen, Freunde zu sein. Als Lola auf einer weiteren Party überraschend erfährt, dass Alice inzwischen mit Henry zusammen ist, bricht ihre Welt erneut zusammen.
Lola braucht etwas Zeit, um zu sich selbst zu finden. Sie stellt erfolgreich ihre Dissertation fertig und beschließt schließlich, als Neustart in ihrem Leben zu ihrem 30. Geburtstag ein Picknick im Park zu veranstalten. Lola versöhnt sich wieder mit Alice und schließt auch ihren Frieden mit Henry. Auf ihrer Geburtstagsfeier erzählt ihr Luke, dass er noch einmal mit Lola ganz von vorn beginnen möchte. Seit ihrer Trennung hat er die Zeit gehabt, um zu merken, dass er immer nur Lola wollte. Lola ist gerührt von Lukes’ Versuch für einen Neuanfang, sie weist ihn jedoch zurück, da sie noch Zeit für sich benötigt.

## Kritik
„Leider zünden beileibe nicht alle Pointen in Weins Vignetten: Zu oft bekommen Dialoge deklamatorische Züge, und der gelegentliche Hang zur Zote bekommt dem Film nicht wirklich. Was ihn außer Greta Gerwig jedoch rettet, ist eine Haltung, die der doppeldeutige Originaltitel ‚Lola Versus‘ vorgibt. Denn dagegen zu sein, das heißt für Lola irgendwann nicht mehr, an der Welt zu verzweifeln, sondern die konventionellen Vorstellungen vom persönlichen Glück zu hinterfragen. Und in dem Moment, da sie erstmals Ungewissheit als Bedingung von Freiheit begreift, ist Lola plötzlich ganz bei sich. Allein, aber voller Zuversicht.“

„Greta Gerwig lässt uns keine Wahl, wir müssen ihrer Lola alle Sympathien schenken – weil sie ihr eine schwebende Distanziertheit verleiht, die jedes Drama, das ihr widerfährt, in Anführungszeichen setzt. Die Welt wird zum Panoptikum. Manchmal scheint es, als würde Lola ihre Schönheit und Intelligenz absichtlich hinter einer Fassade aus Tollpatschigkeit und Verwirrung verbergen.“

„Die Machart mag einem etwas zu geradlinig erscheinen; offenbar wurde hier ein Independent-Stil etwas auf Mainstream getrimmt. Dafür fehlen auch gängige Klischees: So wird keiner der Männer lächerlich gemacht, um die weibliche Hauptfigur aufzuwerten. Niemand ist, wie sich Lola eingesteht, schuld an ihrer Misere. ‚Lola Versus‘, heißt der Film im Original, ‚Lola gegen…‘ wie eine nicht zu Ende ausgefüllte Scheidungsklage. Gemeint ist damit nichts anderes als der einzige Lebensweg, der langfristig glücklich macht: der in die Unabhängigkeit von den Erwartungen anderer.“

Bei Metacritic erreicht der Film einen Metascore von 49 %. Von den bei Rotten Tomatoes gesammelten Filmkritiken fallen 34 % positiv aus.

## Deutsche Synchronfassung
Die deutsche Synchronbearbeitung entstand bei der RC Production in Berlin. Hannes Maurer schrieb das Dialogbuch, Solveig Duda führte Dialogregie.
| Darsteller         | Deutscher Sprecher | Rolle |
| ------------------ | ------------------ | ----- |
| Greta Gerwig       | Manja Doering      | Lola  |
| Joel Kinnaman      | Robin Kahnmeyer    | Luke  |
| Zoe Lister-Jones   | Alexandra Wilcke   | Alice |
| Hamish Linklater   | Norman Matt        | Henry |
| Bill Pullman       | Detlef Bierstedt   | Lenny |
| Debra Winger       | Katharina Koschny  | Robin |
| Ebon Moss-Bachrach | Jaron Löwenberg    | Nick  |
| Parisa Fitz-Henley | Solveig Duda       | Peggy |
| Jay Pharoah        | Jeffrey Wipprecht  | Randy |
| Cheyenne Jackson   | Dennis Schmidt-Foß | Roger |

## Veröffentlichung
Der Film lief auf einigen Filmfestivals und startete in den USA am 8. Juni 2012 und in Deutschland am 13. Dezember 2012 in den Kinos.